# Богдашкино (Татарстан)
Богдашкино (чув. Пухтел) — село в Тетюшском районе Республики Татарстан. Входит в Урюмское сельское поселение.

## География
Расположено на реке Кильна в низине между Тетюшскими и Щучьими горами, в 15 км к юго-западу от города Тетюши.

## История возникновения
Село основано в 1551 году пятью чувашскими семьями, пришедшими с территории нынешней Башкирии. Есть мнение, что это были потомки жителей города Ошель, не забывших свою родину (Ашлы) — средневековый город в Волжской Булгарии (X—XIII век). В начале XX в. в Богдашкино функционировали: церковь, церковно-приходская школа, семь ветряных мельниц, две крупообдирки, шерстобитня, семь мелочных лавок. В этот период земельный надел сельской общины составлял 1832,6 десятин. До 1920 село входило в Пролей-Кашинскую волость Тетюшского уезда Казанской губернии. С 1920 в составе Тетюшского кантона, а с 1927 — Буинского кантонов ТАССР. С 10 августа 1930 года — в составе Тетюшского района, с 4 августа 1938 года в составе Больше-Тарханского района, с 12 декабря 1959 года — вновь в составе Тетюшского района.
Ранее село было единственным населённым пунктом Богдашкинского сельского поселения (упразднено).

## Современность
Село географически расположено в 17 км к юго-западу от г. Тетюши. Имеется своя средняя школа. К 2000 году в селе насчитывалось 385 жителей.
В селе на данный момент имеются улицы:
- Гагарина
- Пролетарская
- Ленина
- Советская

## Население
| 2012 | 2013 |
| ---- | ---- |
| 304  | ↘299 |

## Интересные факты
Археологические остатки города — Богдашскинское городище (Тетюшский район, Республика Татарстан) в Российской Федерации является объектом культурного наследия федерального значения. Ошель упоминается в связи с военным походом Святослава, брата великого князя Юрия Всеволодовича, в Воскресенской, Никоновской, Лаврентьевской, Тверской, Холмогорской, Симеоновской летописях, Степенной книге под 1220 годом. В ходе этого похода город был захвачен и сожжён. Возродиться город не сумел и прекратил своё существование в 1236 году. Археологические остатки города — Богдашскинское городище, расположенное в 0,9 км к северу от села Богдашкино.